# Murineli
Murineli é um povoado do município fluminense de Sumidouro, localizado no oeste estado do Rio de Janeiro.
No local está localizada a antiga Estação Murinelli, da Estrada de Ferro Leopoldina, inaugurada em 1889. O local faz parte de um circuito turístico de seu município, cuja atração é o antigo leito ferroviário do extinto Ramal de Sumidouro (hoje uma estrada vicinal), que guarda preciosidades arquitetônicas do final do século XIX como: túneis e as ruínas da Ponte Seca, local por onde os tradicionais trens a vapor da Leopoldina passavam.